# Instituto Alfredo Vásquez Acevedo
El Instituto Alfredo Vásquez Acevedo (conocido como IAVA) es un instituto de educación secundaria de la ciudad de Montevideo, numerado 35 dentro del dominio público. Su nombre homenajea a Alfredo Vásquez Acevedo, jurista y político uruguayo, fundador en 1868, junto con José Pedro Varela, Elbio Fernández, Carlos María Ramírez y otros intelectuales de la Sociedad de Amigos de la Educación Popular. El edificio en el cual está asentado el IAVA fue construido en 1911 y diseñado por el arquitecto Alfredo Jones Brown. Es considerado Monumento Histórico Nacional.

## Historia
En Uruguay, José Pedro Varela impulsó, a partir del año 1876, una transformación de la enseñanza primaria, separando la escuela pública de la Universidad, que pasó a estar en la órbita de la educación secundaria y terciaria.
Hacia el año 1900 el alumnado de secundaria crecía. En 1903, bajo el rectorado de Claudio Williman, se le adjudicó a la Universidad de la República, el predio actualmente delimitado por las calles 18 de Julio, Eduardo Acevedo, José Enrique Rodó y Emilio Frugoni. Allí posteriormente se construirían los edificios de la entonces Facultad de Enseñanza Secundaria (hoy Instituto Alfrédo Vásquez Acevedo), la Casa Mayor de la Universidad de la República y la sede de la Facultad de Derecho.
En el año 1911 se inaugura el nuevo instituto, en aquel entonces aún conocido como «Sección de Enseñanza Secundaria y Preparatoria» de la Universidad, siendo el primero en su tipo en Uruguay. En aquel entonces la enseñanza secundaria en el país contaba con 1871 alumnos matriculados, cifra que tres años después aumentó a 3020 alumnos. En 1940 se eliminó el ciclo básico y la institución comenzó a dictar solamente los cursos de bachillerato.
En 2013 concurrieron 2000 alumnos, divididos en tres turnos: matutino, vespertino y nocturno. El instituto dicta todos los cursos de Segundo ciclo de educación secundaria, contando con todas las orientaciones. 
El nivel de repetición del liceo en 2012 fue de 3% contra un 40% promedio en los liceos públicos de Uruguay.

## Edificio
El edificio fue construido en 1911 con el diseño del arquitecto Alfredo Jones Brown. Tiene su entrada principal por la calle José Enrique Rodó, orientado hacia el sur y de espaldas al edificio de la Universidad de la República, que mira hacia el norte. Esto fue hecho con el propósito de que el edificio de la entonces Facultad de Enseñanza Secundaria no compitiera con ella. Se accede al edificio mediante una gran escalinata, en la que se dice que colgaban dos grandes faroles. Las puertas también habrían estado franqueadas por dos grandes estatuas, pero se dice que fueron trasladadas en 1930 al Parque Rodó, si bien no ha sido confirmado.
El interior está dividido en dos plantas distribuidas alrededor de dos patios, bastante simétricos. En el centro se ubican oficinas (dirección, sala de profesores, bedelía, etc) que tienen puertas hacia ambos patios, para facilitar el tránsito del personal y los profesores. En el hall central hay escaleras hacia el subsuelo, el primer y segundo piso y el observatorio. También cuenta con un ascensor. Todo da hacia los patios, incluyendo las 25 aulas.
Las plantas tienen decoración distinta, teniendo la inferior de inspiración modernista y la superior grandes decoraciones con colores y texturas. El techo luce una cubierta inclinada con teja cerámica que presenta un diseño geométrico colorido que lo hacen fácilmente reconocible.
Repartidos a cada lado del edificio se encuentran cuarenta y ocho nombres en relieve, de filósofos, naturistas, escritores, físicos y sabios, incluyendo Arquímedes, Newton, Aristóteles, Darwin, Kant, Galileo, Kepler y Copérnico, entre otros. En su salón de actos se reunieron por única vez las poetisas Juana de Ibarbourou, Gabriela Mistral y Alfonsina Storni.
El liceo es además sede de la Biblioteca Central de Secundaria, que es la segunda del país en importancia, que cuenta en su acervo con un ejemplar de la versión original de El Quijote, otro del Principia de Newton, así como obras de José Artigas, entre otros. También funciona el Museo de Historia Natural, con cientos de especímenes. La última planta aloja un Observatorio Astronómico, que marcó la hora oficial en Uruguay hasta los años 40. Desde el telescopio fijo del observatorio se descubrió un cometa en 1947, el único registrado por el país hasta 2015.
El paso de los años causó numerosos daños edilicios, incluyendo goteras que afectaban las líneas eléctricas, por lo que en 1996 alumnos y padres comenzaron a movilizarse para que fuera restaurado sin suspender los cursos, para que el edificio no fuera utilizado con otros fines. A pesar de ello, las obras no comenzaron hasta 2004 y algunos cursos (pero no todos) se dictaron en otro local, situado en la Avenida 18 de Julio esquina Juan Paullier (ex escuela España). Se invirtieron cuatro millones de dólares en la mejora de laboratorios, aberturas y la construcción de nuevos salones. El edificio volvió a ser completamente operacional en 2009. En 2017 se hacen reclamos sobre las condiciones del edificio en particular el techo, salones y el gimnasio.

## Alumnos destacados
Por el IAVA han estudiado presidentes como Julio María Sanguinetti, Jorge Batlle, José Mujica y Tabaré Vázquez. Los vicepresidentes Jorge Sapelli, Gonzalo Aguirre, Hugo Batalla, Luis Hierro López, Danilo Astori, Lucía Topolansky y Carolina Cosse. Como también otras personalidades políticas como Juan José Crottogini, Rodney Arismendi, Reinaldo Gargano, Wilson Ferreira Aldunate y Ana Olivera. Los matemáticos Jose Luis Massera y Ernesto Mordecki, el historiador Juan E. Pivel Devoto, los músicos Federico García Vigil, Martín Buscaglia y Juan Campodónico, los escritores Carlos Maggi y Mauricio Rosencof, el abogado y periodista Enrique Beltrán Mullin, el artista Anhelo Hernández y  los periodistas Alberto Kesman, Jorge da Silveira, Maria Ines Obaldia, Valeria Tanco y el actor Fabio Zerpa.

## Profesores destacados
Algunos de los profesores destacados son Felix Cernuschi, Idea Vilarino, Luce Fabbri, Francisco Espinola, Lincoln Maiztegui Casas, Oscar Secco Ellauri, Ángel Rama, Benjamín Nahum, Carlos Real de Azúa y Hugo Fernández Artucio quien fue director del Instituto.